# Viktor Kalister
Viktor Kalisrer, slovenski gospodarstvenik, * 16. junij 1869, Trst, † 29. december 1948, Trst.

## Življenje in delo
Rodil se je v družini poslovneža in mecena Franca Kalistra. Upravljal je bogato družinsko premoženje. Ob koncu 19. stol. je skupaj s politiki Antonom Gregorčičem, Gustavom Gregorinom, Ivanom Šusteršičem in Henrikom Tumo pripravljal ustanovitev banke, katere jedro bi tvorile takratne slovenske kreditne zadruge. Banka pa ni bila ustanovljena ker so ustanovitev preprečila politična nasprotovanja med Slovenci. 